# Premier League Malti 2010-2011
La Premier League maltese 2010-2011 è stata la 96ª edizione della massima serie del campionato maltese di calcio. La stagione è iniziata nell'agosto 2010 ed è terminata nel maggio 2011. Il campionato è stato vinto dal Valletta Football Club, che ha conquistato il suo ventesimo titolo nazionale.

## Formula
Il campionato era diviso in due fasi. Nella prima fase le 10 squadre si sono affrontate in un girone di andata e ritorno, per un totale di 18 giornate. Al termine, le prime 6 si sono affrontate nella poule scudetto, mentre le ultime 4 hanno partecipato alla poule retrocessione. In vista dell'allargamento a 12 squadre partecipanti previsto per la stagione successiva, solamente l'ultima classificata della poule retrocessione è stata retrocessa in Prima divisione. Per la seconda fase, ogni squadra ha conservato la metà dei punti conquistati nella prima fase.

## Squadre partecipanti
| Club             | Città       | Stadio                         | Posizione 2009-2010         |
| ---------------- | ----------- | ------------------------------ | --------------------------- |
| Birkirkara       | Birkirkara  | Infetti Ground                 | Campione                    |
| Floriana         | Floriana    | Stadio Victor Tedesco (Ħamrun) | 7º posto                    |
| Ħamrun Spartans  | Ħamrun      | Stadio Victor Tedesco          | 8º posto                    |
| Hibernians       | Paola       | Stadio Hibernians              | 6º posto                    |
| Marsaxlokk       | Marsaxlokk  | Marsaxlokk Ground              | 1º posto in Prima divisione |
| Qormi            | Qormi       | Thomaso Grounds                | 3º posto                    |
| Sliema Wanderers | Sliema      | Tigné Point                    | 4º posto                    |
| Tarxien Rainbows | Tarxien     | Tarxien Ground                 | 5º posto                    |
| Valletta         | La Valletta | Salinos Ground                 | 2º posto                    |
| Vittoriosa Stars | Vittoriosa  | Marsaxlokk Ground (Marsaxlokk) | 2º posto in Prima divisione |

## Classifica

### Prima fase
|  |     | Classifica prima fase 2010-2011 | Pt | G  | V  | N | P  | GF | GS | DR  | PT 2ª Fase |
|  | --- | ------------------------------- | -- | -- | -- | - | -- | -- | -- | --- | ---------- |
|  | 1.  | Valletta                        | 44 | 18 | 13 | 5 | 0  | 42 | 11 | +31 | 22         |
|  | 2.  | Tarxien Rainbows                | 29 | 18 | 8  | 5 | 5  | 25 | 22 | +3  | 15         |
|  | 3.  | Floriana                        | 27 | 18 | 8  | 3 | 7  | 25 | 20 | +5  | 14         |
|  | 4.  | Birkirkara                      | 27 | 18 | 7  | 6 | 5  | 25 | 25 | 0   | 14         |
|  | 5.  | Marsaxlokk                      | 24 | 18 | 5  | 9 | 4  | 25 | 25 | 0   | 12         |
|  | 6.  | Ħamrun Spartans                 | 23 | 18 | 7  | 2 | 9  | 31 | 36 | -5  | 12         |
|  | 7.  | Sliema Wanderers                | 22 | 18 | 5  | 7 | 6  | 22 | 26 | -4  | 11         |
|  | 8.  | Qormi                           | 21 | 18 | 5  | 6 | 7  | 22 | 26 | -4  | 11         |
|  | 9.  | Hibernians                      | 15 | 18 | 3  | 6 | 9  | 23 | 33 | -10 | 8          |
|  | 10. | Vittoriosa Stars                | 11 | 18 | 2  | 5 | 11 | 20 | 36 | -16 | 6          |

### Poule scudetto
|                  |    | Classifica poule scudetto 2010-2011 | Pt | G  | V  | N  | P  | GF | GS | DR  |
| ---------------- | -- | ----------------------------------- | -- | -- | -- | -- | -- | -- | -- | --- |
| Malta (bandiera) | 1. | Valletta                            | 42 | 28 | 20 | 4  | 4  | 64 | 32 | +32 |
|                  | 2. | Floriana                            | 34 | 28 | 14 | 5  | 9  | 46 | 32 | +14 |
|                  | 3. | Birkirkara                          | 29 | 28 | 11 | 9  | 8  | 42 | 40 | +2  |
|                  | 4. | Marsaxlokk                          | 26 | 28 | 9  | 11 | 8  | 45 | 43 | +2  |
|                  | 5. | Tarxien Rainbows                    | 23 | 28 | 10 | 7  | 11 | 41 | 45 | -4  |
|                  | 6. | Ħamrun Spartans                     | 16 | 28 | 7  | 6  | 15 | 44 | 66 | -22 |

### Poule retrocessione
|  |     | Classifica poule retrocessione 2010-2011 | Pt | G  | V  | N | P  | GF | GS | DR  |
|  | --- | ---------------------------------------- | -- | -- | -- | - | -- | -- | -- | --- |
|  | 7.  | Sliema Wanderers                         | 26 | 24 | 10 | 7 | 7  | 37 | 31 | +6  |
|  | 8.  | Qormi                                    | 18 | 24 | 7  | 7 | 10 | 37 | 43 | -6  |
|  | 9.  | Hibernians                               | 17 | 24 | 6  | 6 | 12 | 34 | 46 | -12 |
|  | 10. | Vittoriosa Stars                         | 10 | 24 | 3  | 6 | 15 | 26 | 48 | -22 |

## Classifica marcatori
| Gol |  |  | Giocatore                   | Squadra          |
| --- |  |  | --------------------------- | ---------------- |
| 17  |  |  | Alfred Effiong              | Marsaxlokk       |
| 16  |  |  | Terence Scerri              | Valletta         |
| 14  |  |  | Gaetan Spiteri              | Ħamrun Spartans  |
| 13  |  |  | Daniel Nwoke                | Floriana         |
| 13  |  |  | Jean-Pierre Mifsud Triganza | Sliema Wanderers |
| 11  |  |  | Daniel Mariano Bueno        | Tarxien Rainbows |
| 11  |  |  | Denni                       | Valletta         |
| 10  |  |  | Sérgio Oliveira             | Tarxien Rainbows |
| 9   |  |  | Michael Galea               | Birkirkara       |
| 9   |  |  | Emiliano Lattes             | Birkirkara       |
| 9   |  |  | Ivan Woods                  | Floriana         |

## Verdetti
- Campione:  Valletta
- In UEFA Champions League 2011-2012:  Valletta
- In UEFA Europa League 2011-2012:  Floriana (al secondo turno preliminare),  Birkirkara (al primo turno preliminare)
- Retrocessa in Prima divisione:  Vittoriosa Stars